# Газенпотский уезд
Газенпотский уезд (латыш. Aizputes apriņķis; нем. Kreis Hasenpoth) — бывшая административная единица Курляндской губернии (1819—1918), затем Латвийской Республики (1920—1940) и позже в составе Латвийской ССР (1940/1944—1949). Уездный город — Газенпот.

## История
Уезд создан в 1819 году в результате административно-территориальной реформы. Газенпотский уезд состоял из 1 города и 19 волостей. До 1925 года занимал 2513,3 км².

## Население
По переписи 1897 года население уезда составляло 53 209 человек, в том числе в Газенпоте было 3340 жителей.

### Национальный состав
Национальный состав по переписи 1897 года:
- латыши — 48 075 чел. (90,4 %),
- немцы — 2859 чел. (5,4 %),
- евреи — 1335 чел. (2,5 %).

## Административное деление
В 1913 году в уезде было 27 волостей:
| - Альшвангенская (мыз. Альшванген), - Амботенская (мыз. Амботен), - Априкенская (мыз. Априкен), - Асвикенская (мыз. Асвикен), - Бассенская (мыз. Бассен), - Батенская (мыз. Батен), - Бехгофская (мыз. Бехгоф), - Бринкенская , - Вайноденская (мыз. Вайноден), | - Газенпот-Паддернская (мыз. Газенпот-Паддерн), - Грамаденская (мыз. Грос-Грамзден), - Гудденкенская (мыз. Гудденкен), - Дзервенская (мыз. Дзервен), - Дубеналькенская (мыз. Дубеналкен), - Земуненская, - Калетенская, - Кацдангенская, - Лашенская, | - Нейгаузенская, - Нигранденская, - Пормсатенская, - Рудбаренская, - Сексатенская, - Тельс-Паддернская, - Феликсбергская, - Цирауская, - Шлос-Газенпотская. |